# Брашованов, Стоян
Сто́ян Ко́стов Брашова́нов (болг. Стоян Костов Брашованов; 1 сентября 1888, Русе, Болгария — 16 октября 1956, София, Болгария) — болгарский музыковед, фольклорист, общественный деятель и педагог. Доктор музыковедения («Über die Rhytmik und Metrik des bulgarischen Volksliedes», 1923).

## Биография
С 1908 года учился на философском и музыковедческих факультетах сначала в Берлине, а затем в Лейпцигском университете. С 1931 года преподавал эстетику и историю музыки в Музыкальной академии в Софии; в 1937—1951 годах — профессор, а в 1937—1940 годах — директор. Автор работ по истории музыки и о болгарском музыкальном фольклоре.

## Литературные сочинения
- Метричните и ритмичните основи на българската народна музика. — София, 1913. (с Добри Христовым)
- История на музиката. — София, 1946.